# فالبروات الصوديوم
فالبروات الصوديوم(بالإنجليزية: Sodium Valproate) ويسمى أيضا ديباكين (Depakine).وهو هو دواء يستخدم مضاد للتشنجات.

## الاستعمالات
يعمل دواء فالبروات الصوديوم كعلاج لحالات نوبات الصرع أو الاختلاجات في الدماغ عن طريق زيادة توفر مادة حمض غاما أمينو-بيوتريك، و التي تساعد على منع تكوين النوبات، ويتم استعمال فالبروات الصوديوم غالبا مع ادوية أخرى لعلاج داء الصرع (Epilepsy) بعد فشل العلاجات الأخرى.
الدواء لا يعالج مرض الصرع بشكل تام، وانما يساعد على التحكم في نوبات الصرع من حيث تقليل تكرارها.
و يعمل هذا الدواء بشكل مشابه للادوية الأخرى المضادة للتشنجات، إذ انه يقلل من تفريغ الشحنات الكهربائية في الدماغ. ويعد ناجعا عند استعماله لفترة متواصلة ولا يوجد له تاثير مخدر. لهذا فان هذا الدواء .يعطى هذا الدواء على شكل اقراص مستديمة الإطلاق، أو كبسولات أو، شراب.ولا يجب استخدام هذا الدواء في المرضى الذين أظهروا فرط الحساسية للعلاج أو لأي مكون آخر من مكوناته، كما يمنع استخدامه في المرضى المصابين بأمراض الكبد ، أو المصابين باعتلالات في أيض الأمونيا في الجسم، أو التهاب البنكرياس، ويمنع استخدامه أثناء الحمل (خاصة في أشهر الحمل الأولى).

## التأثيرات الجانبية
التأثيرات الجانبية لهذا الدواء تضهر على شكل : نعاس ،صداع ،توتر ،تساقط الشعر، رعاش، نزيف فموي ، نزيف الأنف، عدم وضوح الرؤية، فقدان الشهية، ألم شديد في المعدة أو البطن، يرقان ، حكة، طفح جلدي، تورم القدمين أو الساقين، إمساك، غثيان، تقيؤ.

## وصلات اضافية
- Chemical Land21: Sodium Valproate
- RXList.com: Depacon (Sodium Valproate)
- British National Formulary Edition 58 نسخة محفوظة 8 سبتمبر 2004 على موقع واي باك مشين.
- Med Broadcast.com: Epival
- Drugs.com: Depaken Syrup

قالب:Anticonvulsants
قالب:Mood stabilizers